# Linnais
Linnais (finska: Linnainen) är en stadsdel i Vanda stad i landskapet Nyland. 
Linnais består främst av egnahemshus och radhus. Stadsdelen gränsar till Esbo stad, samt stadsdelarna Tavastberga, Tavastby och Askis. Linnaisvägen går genom hela stadsdelen och slutar vid Ainovägen vid Linnais gård som ligger vid Långträsk. Ainovägens sträckning utgör den medeltida Kungsvägen.

## Historia
Stadsdelen Linnais har fått sitt namn av Linnais gård. Det svenska namnet Linnais är troligen det ursprungliga namnet. Historiska byggnader är bland annat Linnais gård, Tuomela gård samt byggnadshelheten vid Kålabacka torp. På området fanns också Finlands största järngruva som var verksam från 1830- till 1870-talet. Av gruvverksamheten återstår vattenfyllda gruvschakt och stenhögar. 

## Naturen
Naturen i Linnais är varierande och terrängen går från eklundar till kala berg, torra moar och täta granskogar. Värdefulla naturområden är bland annat Långträsk sumpiga norra spets, Furumoseen och Gubbmossen. I Linnais skogar finns det förvildade planteringar som härstammar från Aurora Karamzins tid. 

## Bebbyggelsen
Linnais egnahemshusbebyggelse har byggts i två vågor. Den första skedde under 1950- och 1960-talen och den andra under 1990-talet. De senaste årtiondena har Linnais blivit tätare och invånarantalet har stigit från 403 år 1980 till över 800 år 2005. Bebyggelsen består av två småhusområden och det finns inga höghus. I norr finns det en del industrier där också den kulturhistoriskt viktiga Linnais gård med omgivande åkrar finns. 

## Linnais i litteraturen
Linnais gård fungerar som skådeplats för Zacharias Topelius berättelse Gröna kammarn på Linnais gård från år 1859. 